# 레이디 가가의 생고기 드레스

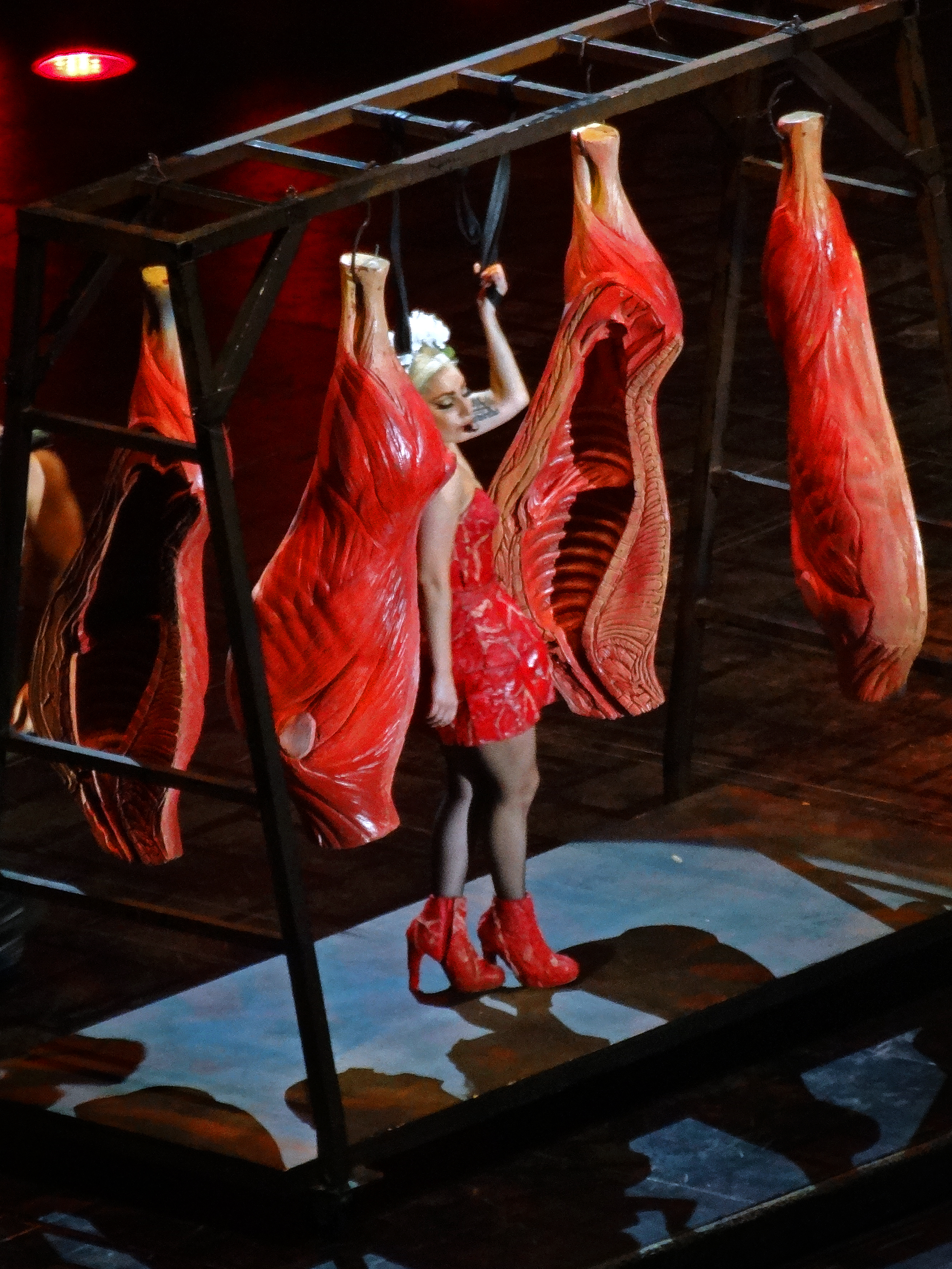

레이디 가가의 생고기 드레스는 2010년 미국의 가수 레이디 가가가 MTV 비디오 뮤직 어워드에서 착용한 생으로 된 소고기로 만든 드레스이다. 프랑페르난츠가 디자인하고, 니콜라 포미체티가 스타일링한 이 드레스는 동물 권리 단체의 많은 비난을 받았고, 타임지는 이 드레스를 2010년 최고의 패션 아이템으로 선정했다. 이 드레스는 이후 육포와 같은 형태로 박제하여 2011년 로큰롤 명예의 전당에 전시하였다. 레이디 가가는 고기 드레스는 자신의 권리 혹은 신념을 위해 싸우기 위한 의미를 지녔다고 설명했다. 레이디 가가는 특히 미군의 Don't ask, don't tell 제도를 비난하였다.